# Gulfija Asnagulowna Junussowa
Gulfija Asnagulowna Junussowa, geboren Idelbajewa, (russisch Гульфия Азнагуловна Юнусова, урожд. Идельбаева; * 10. September 1948 im Dorf Saryschewo bei Rajewski, Baschkirische ASSR) ist eine sowjetische bzw. russische Dichterin und Journalistin baschkirischer Herkunft.

## Leben
Nach dem Besuch der Mittelschule in Rajewski studierte Junussowa in Ufa an der Baschkirischen Staatlichen Universität in der Philologischen Fakultät mit Abschluss 1971. Seit 1970 arbeitete sie als Lehrerin an der Pädagogischen Schule in Sibai.
Der erste Sammelband mit baschkirischen Gedichten Junussowas war 1969 erschienen. Ihr erster Sammelband für Kinder folgte 1971.
Ab 1973 war Junussowa Mitarbeiterin der Ufaer baschkirischen Zeitung Sowjet Baschkortostany in der Abteilung für Literatur und Kultur. Sie wurde 1974 Literatur-Mitarbeiterin der baschkirischen Jugend-Monatszeitschrift Pionir. Im selben Jahr wurde sie Mitglied des Schriftstellerverbands der UdSSR. Von 1978 bis 1999 war sie Hauptredakteurin der baschkirischen Monatszeitschrift Baschkortostan kysy für Frauen und Familie. Daneben war sie 1990–1993 Ko-Vorsitzende des Verbands Russischer Frauen und 2003–2004 Vorsitzende der Gesellschaft Baschkirischer Frauen der Republik Baschkortostan.
Gedichte Junussowas wurden in 25 Sprachen übersetzt (Aserbaidschanisch, Belarussisch, Georgisch, Karakalpakisch, Russisch, Finnisch, Japanisch u. a.). Sie selbst übersetzte ins Baschkirische Gedichte von Kaissyn Kulijew, Alexander Filippow u. a.
Mit Gedichten Junussowas schufen die Komponisten Nur Dautow, Salawat Nisamutdinow, Kabir Akbaschew u. a. mehr als 300 Lieder bzw. Kinderlieder. Eine musikalische Komödie Junussowas wurde in Sibai im Theater aufgeführt.
Viermal wurde Junussowa in den Ufaer Stadt-Sowjet gewählt. Sie war Abgeordnete im Obersten Sowjet der RSFSR in der XII. Sitzungsperiode (1990–1993) und Abgeordnete in der Staatsversammlung Kurultai der Republik Baschkortostan in der II. Sitzungsperiode (1999–2003).
Junussowa ist verheiratet und hat zwei Söhne.

## Ehrungen, Preise
- Ehrenzeichen der Sowjetunion (1984)[3]
- Verdiente Kulturarbeiterin der Baschkirischen ASSR (1989)[2]
- Beste im Bildungsbereich der Republik Baschkortostan (2000)[2]
- Akmulla-Preis der Republik Baschkortostan (2000)[2]
- Verdiente Kulturarbeiterin der Russischen Föderatilon (2005)[2]
- Chadija-Dawletschina-Staatspreis der Republik Baschkortostan (2006)[2]
- Volksdichterin der Republik Baschkortostan (2015)
- Ehrenurkunde der Republik Baschkortostan[2]
- Salawat-Julajew-Orden (2023)
- Ehrenbürgerin der Stadt Ufa (2023)